# 角川漫画新人赏
角川漫画新人赏为KADOKAWA旗下品牌公司角川书店2009年起主办的日本新人漫画比赛。每年举办两届，参赛不设职业资格要求，然而中文作品参赛不接受团体作品。天聞角川與台灣角川的徵稿期限較日本提前兩個月截止。本比赛的原型为角川Ace新人漫画赏（每年举行3回，共举行32回）。本比赛之外，另有《月刊少年Ace》与《YOUNG ACE》联合举办的月例比赛月例赏A1Grand Prix。

## 奖金
Ace新人漫画赏时期最高为100万日元，更新时有所提升。副奖为ComicStudio EX Ver4.0。特别奖无副奖。
- 大赏 300万日元
- 准大赏 100万日元
- 入选赏 50万日元
- 佳作赏 30万日元
- 潜力赏 10万日元
- 月刊少年Ace特别赏、YOUNG ACE特别赏、GUNDAM ACE特别赏、Comptiq&Comp Ace特别赏、Asuka特别赏各5万日元
  - 第六回比赛起，原GUNDAM ACE特别赏随月刊《Newtype Ace》的创刊更变为GUNDAM ACE&Newtype Ace特别赏。第八回比赛则分为两项奖项。
- 天闻角川特别赏10万日元　
  - 自第5回起增设，为全球华人专门应募的奖项。此奖参选者需通过天闻角川参赛，且作品格式不同于其他地区，需采用从左往右看的格式。
- 台灣角川特别赏10万日元　
  - 自第9回起增设，限定為除中國大陸外，台灣、香港、澳門及旅居海外的華人參賽者的獎項。此奖参选者需通过台灣角川参赛。

## 过去的奖项
随杂志休刊而结束的奖项：
- Newtype Ace特别赏（第8回，第6-7回时以GUNDAM ACE&Newtype Ace特别赏名义）
- GUNDAM ACE&Newtype Ace特别赏（第1-8回）

## 刊载杂志
- 月刊少年Ace
- YOUNG ACE
- Comp Ace
- Comptiq
- GUNDAM ACE
- Newtype Ace（日语：ニュータイプエース）（第6-8回）
- KEROKERO ACE（第1-8回）
- 月刊Asuka
- 天漫

## 主要获奖者

### 第1回（2009年8月31日截止）
- 大赏 - 　作者：春日井明
  - 得奖作品于《YOUNG ACE》Vol.5（2009年12月4日发行）刊载。其后于《月刊少年Ace》担任《GENEZ（日语：GENEZ）》漫画化工作。
- 准大赏 - 　作者：
  - 得奖作品于《月刊Asuka》2010年1月号刊载。其后于《月刊Asuka》担任《赤月的轮回时刻（日语：赤き月の廻るころ）》漫画化工作。
- 入选赏 - 　作者：我孫子祐
- 佳作赏 -　　作者：小川針
- 潜力赏 - 　作者：
- 月刊少年Ace特别赏 - 　作者：加藤雄一
  - 其后于《YOUNG ACE》担任《終有一天》漫画化工作。
- YOUNG ACE特别赏 - 　作者：
  - 得奖作品未刊载。其后于《YOUNG ACE》担任《最後流亡 銀翼少女法姆》漫画化工作。
- GUNDAM ACE特别赏 - 　作者：尾形隆市
- Comptiq&Comp Ace特别赏 - 《学園保健相談室》　作者：
- KEROKERO ACE特别赏 - 　作者：小林正法
- Asuka特别赏 - 　作者：
  - 准大赏双重获奖

### 第2回（2010年2月31日截止）
- 大赏 - 　作者：佐藤敦紀
  - 得奖作品于《YOUNG ACE》2010年6月号刊载。其后于《YOUNG ACE》担任《說謊的男孩與壞掉的女孩 深藏的謊言》漫画化工作。
- 准大赏 - 《Never Land》　作者：
  - 得奖作品于《月刊少年Ace》2010年6月号刊载。其后于《YOUNG ACE》連載原创漫画作品。
- 入选赏 - 　作者：HIDE
  - 得奖作品未刊载。其后以今田秀士名義于《月刊少年Ace》担任《天魔黑兔高校編紅月光の生徒会室》漫画化工作。
- 佳作赏 -　　作者：飛藤泉
- 潜力赏 - 　作者：畳和
- 月刊少年Ace特别赏 - 《柘榴》　作者：藤本恵理子
  - KEROKERO ACE特别赏双重获奖。
- YOUNG ACE特别赏 - 　作者：
- GUNDAM ACE特别赏 - 　作者：久米沢徹
- Comptiq&Comp Ace特别赏 - 　作者：
- KEROKERO ACE特别赏 -  《柘榴》　作者：藤本恵理子
  - 月刊少年Ace特别赏双重获奖。
- Asuka特别赏 - 　作者：飛藤泉
  - 佳作赏双重获奖

### 第3回（2010年8月31日截止）
- 大赏 - 空缺
- 准大赏 - 　作者：松永孝之
  - 得奖作品于《月刊少年Ace》2010年12月号刊载。
- 入选赏 - 　作者：高居春尾
- 佳作赏 - 《Ｊｉｎ》　作者：
- 佳作赏 - 《放學後彩色畫室繽紛生活》　作者：华华蕾（日语：華々つぼみ）
  - 得奖作品于《Comptiq》连载化并推出单行本。
- 潜力赏 - 　作者：
- 潜力赏 - 《兎宙遊泳》作者：油屋日出和
- 月刊少年Ace特别赏 - 　作者：
- YOUNG ACE特别赏 - 　作者：
- GUNDAM ACE特别赏 - 　作者：
- KEROKERO ACE特别赏 - 作者：
- Comptiq＆Comp Ace特别赏 - 《放學後彩色畫室繽紛生活》　作者：华华蕾
  - 佳作赏双重获奖
- ASUKA特别赏 - 　作者：
  - 潜力赏双重获奖

### 第4回（2011年2月27日截止）
- 大赏 - 空缺
- 准大赏 - 　作者：
  - 得奖作品于《YOUNG ACE》2011年6月号刊载。其后于《Altima Ace》担任《血意少年》衍生作品漫画连载工作。
- 入选赏 - 　作者：紫苑悠里
  - 得奖作品以満塩真美香名義于《月刊ASUKA》2011年10月号刊载。其后参加了《TIGER & BUNNY公式漫畫短篇集》#1&#2。
- 佳作赏 - 　作者：
  - 得奖作品于《月刊少年Ace》2011年6月号刊载。
- 潜力赏 - 　作者：
  - 其后于《四格漫画nano ACE》连载《狐仙的恋爱入门》衍生四格漫画。
- 月刊少年Ace特别赏 - 《Change》　作者：岡崎俊憲
- YOUNG ACE特别赏 -《音明師》　作者：伊藤忠柾
  - 得奖作品未刊载。其后于《月刊少年Ace》担任《永恆纪元》漫画化工作，但因急病于第3话被换下。
- GUNDAM ACE特别赏 - 《機動戰士鋼彈宇宙世紀MS工作圖鑒》　作者：魚石真学
  - 得奖作品于《GUNDAM ACE》2011年6月号刊载。
- KEROKERO ACE特别赏 - 　作者：
- Comptiq&Comp Ace特别赏 - 《戦争部》　作者：八幡絢
- ASUKA特别赏 -  　作者：紫苑悠里
  - 入选赏双重获奖

### 第5回（2011年8月31日截止）
- 大赏 - 空缺
- 准大赏 - 《PAN HEAD》　作者：高木秀栄
  - 得奖作品于《月刊少年Ace》2011年12月号刊载。
- 入选赏 - 　作者：藤本恵
- 佳作赏 - 　作者：
  - 得奖作品于《YOUNG ACE》2011年12月号刊载。其前后分别于《月刊少年Ace》与《YOUNG ACE》刊登多则短篇。
- 潜力赏 - 《！！》　作者：秋山弘行
  - 得奖作品于《月刊少年Ace》2012年1月号刊载。
- 月刊少年Ace特别赏 - 《！》　作者：長谷川真也
- YOUNG ACE特别赏 -　作者：中斉翔
- GUNDAM ACE特别赏 - 空缺
- KEROKERO ACE特别赏 - 《！！ LIKE A GROW》　作者：
- Comptiq&Comp Ace特别赏 - 空缺
- ASUKA特别赏 -  《MOON SIGNAL》　作者：
- 天闻角川特别赏 -  《引灵师》　作者：MAISAKI
  - 得奖作品于月刊《天漫》2011年12月号刊载。其后于2012年3月号起进长篇连载[3]。

### 第6回（2012年2月29日截止）
- 大赏 - 空缺
- 准大赏 - 　作者：
  - 得奖作品于《YOUNG ACE》2012年6月号刊载。
- 入选赏 - 　作者：吉村文也
  - 得奖作品于《月刊少年Ace》2012年6月号刊载。
- 佳作赏 - 　作者：文野貴弘
- 佳作赏 - 　作者：原和太郎
- 潜力赏 - 空缺
- 月刊少年Ace特别赏 - 　原作：、漫画：岡崎俊憲
- YOUNG ACE特别赏 -　作者：
- GUNDAM ACE&Newtype Ace特别赏 - 《STARDUST PHANTOM》　作者：尾崎祐介
  - 得奖作品未刊载。其后于《NewtypeAce》担任漫画化工作。
- KEROKERO ACE特别赏 - 空缺
- Comptiq&Comp Ace特别赏 -  《！》　作者：笹谷道久
- ASUKA特别赏 -  　作者：佐藤礼子
- 天闻角川特别赏 -  《昆仑雪》　作者：幽灵
  - 得奖作品于《天漫》2012年6-7月号刊载。其后与《天漫·赤风》担任《英雄》漫画化工作。

### 第7回（2012年8月31日截止）
- 大赏 - 空缺
- 准大赏 - 　作者：
  - 得奖作品于《NewtypeAce》2012年Vol.15号刊载。其后于《NewtypeAce》担任漫画化工作。
- 入选赏 - 　作者：
  - 得奖作品于《YOUNG ACE》2012年12月号刊载，2013年1月号起集中连载化，并于2013年5月号起正式连载。
- 佳作赏 - 《10 Years Later》　作者：dodome
- 潜力赏 - 　作者：秋野惠麻
- 月刊少年Ace特别赏 - 　作者：
  - 得奖作品于《月刊少年Ace》2012年12月号刊载。
- YOUNG ACE特别赏 -　作者：
  - 入选赏双重获奖
- GUNDAM ACE&Newtype Ace特别赏 - 《SWORDS》　作者：青山敬典
- KEROKERO ACE特别赏 - 空缺
- Comptiq&Comp Ace特别赏 -  空缺
- ASUKA特别赏 -  空缺
- 天闻角川特别赏 -  空缺

### 第8回（2013年2月28日截止）
- 大赏 - 空缺
- 准大赏 - 　作者：水野梅子
  - 得奖作品于《YOUNG ACE》2013年6月号刊载。
- 入选赏 - 　作者：
  - 得奖作品于《月刊少年Ace》2013年6月号刊载。
- 佳作赏 - 空缺
- 潜力赏 - 《COLORS HEARTS》　作者：鹰条色's
- 潜力赏 - 　作者：見吉宏平
- 月刊少年Ace特别赏 - 　作者：寺牛大翼
- YOUNG ACE特别赏 -　作者：最上武人
- Newtype Ace特别赏 - 　作者：池上直
- GUNDAM ACE特别赏 - 空缺
- KEROKERO ACE特别赏 - 空缺
- Comptiq&Comp Ace特别赏 -  空缺
- ASUKA特别赏 -  空缺
- 天闻角川特别赏 -  《予龙歌》　作者：江其言

### 第9回（2013年8月31日截止）
- 大赏 - 空缺
- 准大赏 - 『熱視線オーバーヒーテッド』　作者：団伍　
  - 得奖作品于《少年ACE》2013年12月号刊载。
- 入选赏 - 空缺
- 佳作赏 - 『インベイダーズ・マスト・ダイ』作者：大関やすしお
  - 得奖作品于《YOUNG ACE》2013年12月号刊载。
- 佳作赏 - 『ミュータントだって普通の青春がしたい』作者：近江ガチャ
- 潜力赏 - 『Xルート』作者：金丸祐甚
- 月刊少年Ace特别赏　- 『崖の上の二人』　作者：中吉虎吉
- YOUNG ACE特别赏　- 『会長と幽霊のヒミツ』作者：水沢ながる
- GUNDAM ACE特别赏 - 空缺
- Comptiq&Comp Ace特别赏 - 空缺
- Asuka特别赏 - 『ナオキとワタル』 作者：ゆーきゆめ
- 天闻角川特别赏 - 空缺
- 台灣角川特别赏 -  『神的玩具』　作者：余品翰

### 第10回（2014年2月28日截止）
- 大赏 - 空缺
- 准大赏 - 空缺
- 入选赏 - 『ふたり』作者：保科祐一
  - 得奖作品于《YOUNG ACE》2014年6月号刊载。
- 佳作赏 - 空缺
- 潜力赏 - 『ラブリーレコード』作者：横田ショウセイ
  - 得奖作品于《少年ACE》2014年6月号刊载。
- 潜力赏 - 『シニモノグルイ』作者：養父清右
- 月刊少年Ace特别赏　- 『別府アフェクション』　作者：石井たくま
- YOUNG ACE特别赏　- 『友達以上恋人未満』作者：陣屋そだち
- GUNDAM ACE特别赏 - 空缺
- Comptiq&Comp Ace特别赏 - 空缺
- Asuka特别赏 - 『告白ディフィカルト』 作者：ゆーきゆめ
- 天闻角川特别赏 - 『その魂を喰え』作者：落木
- 台湾角川特別賞 -  『地獄之路』　作者：劉激

## 评委会
各杂志特别赏评选由各杂志编辑部分任。（亦有第9、10回Asuka特别赏、第10回YOUNG ACE特别赏、天闻角川特别赏、台湾角川特别赏等例外情况）
- 新条真由（第1回～第8回）
- 田島昭宇（第1回～）
- 安彦良和（第1回～）
- 吉崎观音（第1回～）
- 美水镜（第1回～）
- 杉崎由綺琉（第9回～）

## Ace新人漫画賞
角川Ace新人漫画賞。由《月刊少年Ace》《GUNDAM ACE》《Comp Ace》联合举办。《Ace Next》仍刊行时期则为Ace&Next新人漫画賞。一年举办3次评选，共计32回。虽然有进行第33回募集，但移交至角川新人漫画赏进行发表。第32回评委会由吉崎観音、天王寺、《GUNDAM ACE》客座评委福井晴敏、《Comp Ace》客座评委朋正共计5人组成。

### 主要获奖者
- 第2回潜力赏 - 木村太彦
- 第5回潜力赏 - 丸川トモヒロ
- 第9回潜力赏 - ゴツボ×リュウジ
- 第11回佳作赏 - 近藤一馬、潜力赏 - 高橋脩、えすのサカエ
- 第14回潜力赏 - ツガノガク
- 第15回佳作赏 - 桂明日香
- 第21回潜力赏 - 琴音らんまる
- 第22回潜力赏 - あらゐけいいち
- 第23回潜力赏 - 福田晋一、川那辺雅弘
- 第24回潜力赏 - 桐島
- 第25回潜力赏 - 須藤清正朗
- 第26回潜力赏 - 五十嵐藍
- 第27回潜力赏 - 橋口
- 第28回潜力赏 -
- 第29回潜力赏 - 山口京之助
- 第30回潜力赏 - 河野恒樹、神楽坂朔太郎
- 第31回潜力赏 - 佐倉田尋
- 第32回潜力赏 - 吉原雅彦

### 獎·獎金
各奖均包含奖金、奖状、纪念杯、ComicStudio EX、责编。
- 大赏 - 100万日元＋《月刊少年Ace》连载权
- 入賞 - 50万日元＋《月刊少年Ace》无条件刊载
- 佳作赏 - 30万日元
- 潜力赏 - 10万日元
- CELSYS數位漫画賞 - 10万日元

## 月例赏A1Grand Prix
《月刊少年Ace》与《YOUNG ACE》联合举办的月例賞兼新人賞。应募资格不问是否职业。每月月末截止，结果于约3个月后的《YOUNG ACE》与《月刊少年Ace》杂志发表。第1回募集为自2009年5月26日发行的《月刊少年Ace》7月号开始（同年6月30日截止）、第1回结果发表于2009年8月26日发行的《月刊少年Ace》10月号与同年9月4日发行的《YOUNG ACE》Vol.3，之后顺序发表募集信息与评选结果。评委会为《月刊少年Ace》編集部与《YOUNG ACE》編集部。

### 獎·獎金
各奖均额外配备责编。
- A1大赏 - 100万日元＋複合機＋ComicStudio EX Ver4.0
- A1准大赏 - 50万日元＋複合機＋ComicStudio EX Ver4.0
- 入賞 - 30万日元＋数码相机＋ComicStudio EX Ver4.0
- 佳作赏 - 10万日元＋ComicStudio EX Ver4.0
- 潜力赏 - 5万日元＋特制原稿纸
- 期待賞 - 图书卡＋特制原稿纸

## 关联项目
- 日本漫画賞（日语：日本の漫画賞）
- 月刊少年Ace
- YOUNG ACE
- Comp Ace
- Comptiq
- GUNDAM ACE
- KEROKERO ACE
- 月刊Asuka
- 天漫
- FORCE原力誌

## 脚注
1. ↑  .   [2012-01-01]. （原始内容存档于2012-05-05）.
2. ↑  .   [2012-12-20]. （原始内容存档于2012-12-23）.
3. ↑  .   [2012-01-01]. （原始内容存档于2012-01-19）.